# Buddy G. DeSylva
Buddy G. DeSylva (Nueva York, 27 de enero de 1895-Los Ángeles, 11 de julio de 1950) fue un compositor de canciones estadounidense, que compuso muchas canciones populares con la ayuda del letrista Johnny Mercer.
Fue nominado al premio Óscar a la mejor canción original por Wishing incluida en la banda sonora de la película Tú y yo, premio que finalmente ganó Over the Rainbow de El mago de Oz (1939), la mítica canción de Judy Garland.

## Letra de "Wishing"
Wishing will make it so
 Just keep on wishing and care will go
 Dreamers tell us dreams come true
 It's no mistake
 And wishes are the dreams we dream
 When we're awake
 The curtain of night will part
 If you are certain within your heart
 So if you wish long enough, wish strong enough
 You will come to know
 Wishing will make it so.